# Dawsonia beccarii
Dawsonia beccarii là một loài Rêu trong họ Polytrichaceae. Loài này được Broth. & Geh. mô tả khoa học đầu tiên năm 1896.